# Haibike
Haibike è un marchio tedesco specializzato nella produzione di biciclette elettriche e muscolari, con un forte focus sulle e-mountain bike (e-MTB). 
Fondato nel 1995 come parte del gruppo Winora, Haibike è diventato uno dei pionieri nel settore delle biciclette elettriche ad alte prestazioni, avendo introdotto nel 2010 la prima vera e-mountain bike al mondo, segnando una svolta per l'intera industria ciclistica. 
Winora e il brand Haibike fanno parte oggi del gruppo Accell Group, uno dei principali attori del mercato europeo della mobilità su due ruote.

## Storia
Haibike è stata fondata nel 1995 a Schweinfurt, in Germania, come marchio sportivo del gruppo Winora, azienda fondata nel 1914 con una lunga tradizione nella produzione di biciclette. Fin dai suoi primi anni, Haibike si è distinta per la produzione di mountain bike di alta qualità, posizionandosi nel segmento performance e off-road.
Il punto di svolta nella storia del marchio è arrivato nel 2010, quando Haibike ha lanciato la XDURO, considerata la prima vera e-mountain bike (e-MTB) al mondo. Questo modello ha introdotto un nuovo concetto nel ciclismo elettrico, combinando telaio robusto, sospensioni da mountain bike e motore elettrico centrale Yamaha. Il successo della XDURO ha portato Haibike ad affermarsi come marchio pionieristico nel settore delle e-MTB, guadagnando visibilità a livello internazionale.

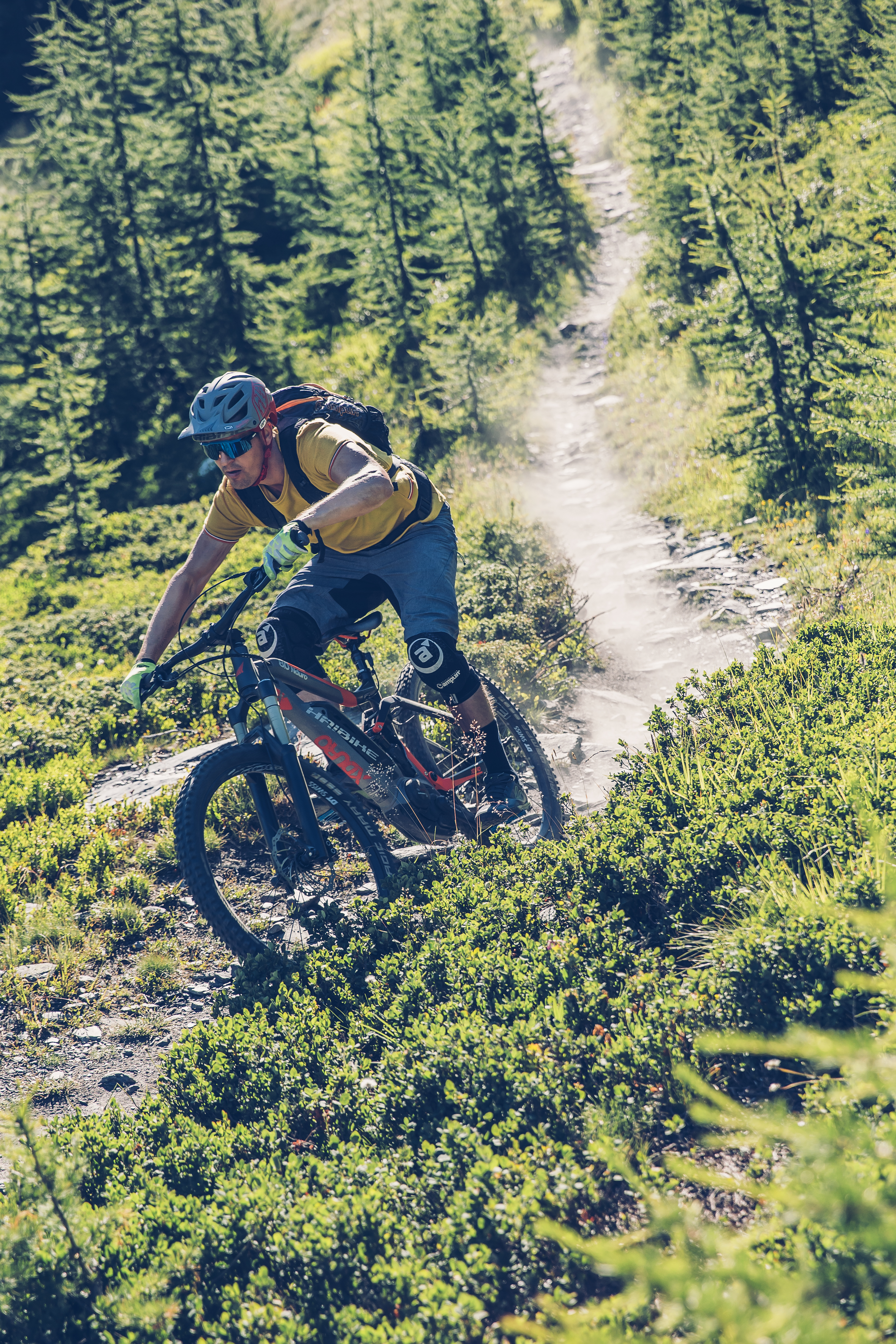
Una Haibike da enduro del 2017

Negli anni successivi, Haibike ha ampliato la sua gamma con le linee SDURO (più accessibili) e nuovi modelli da trail, enduro, downhill e trekking, sempre con forte attenzione all'innovazione e all’integrazione dei sistemi elettrici. Il design aggressivo, le geometrie evolute e le tecnologie brevettate (come l’introduzione di telai con motore completamente integrato) hanno rafforzato l'identità del marchio.
Haibike ha oggi una forte presenza nei mercati europei e nordamericani. Il marchio, come il resto del gruppo Winora, fa oggi parte del gruppo olandese Accell Group, uno dei maggiori gruppi ciclistici europei, che detiene numerosi brand tra cui la francese Lapierre e la tedesca Ghost.